# Landtechnikmuseum Burgenland

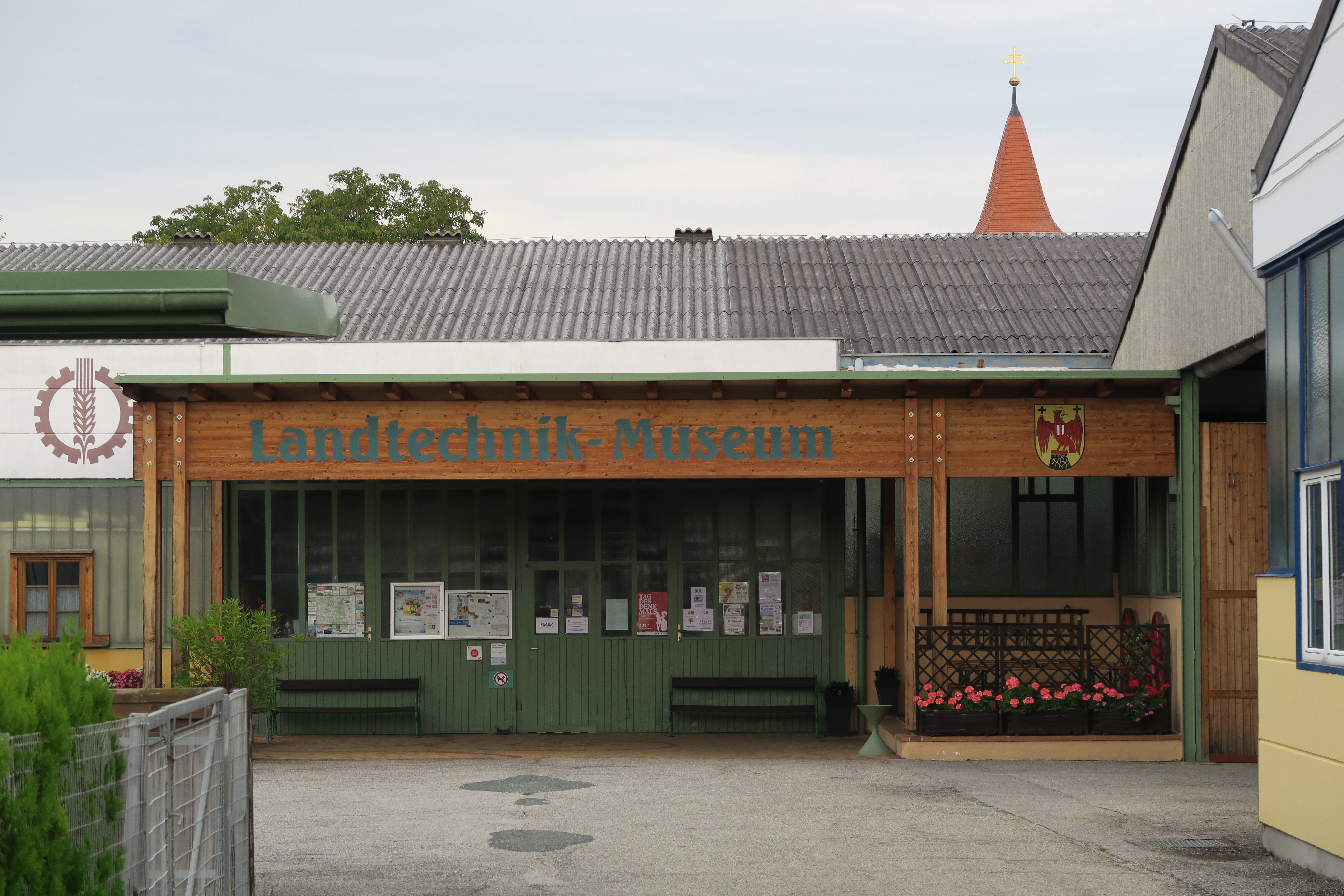
Landtechnikmuseum in St. Michael im Burgenland

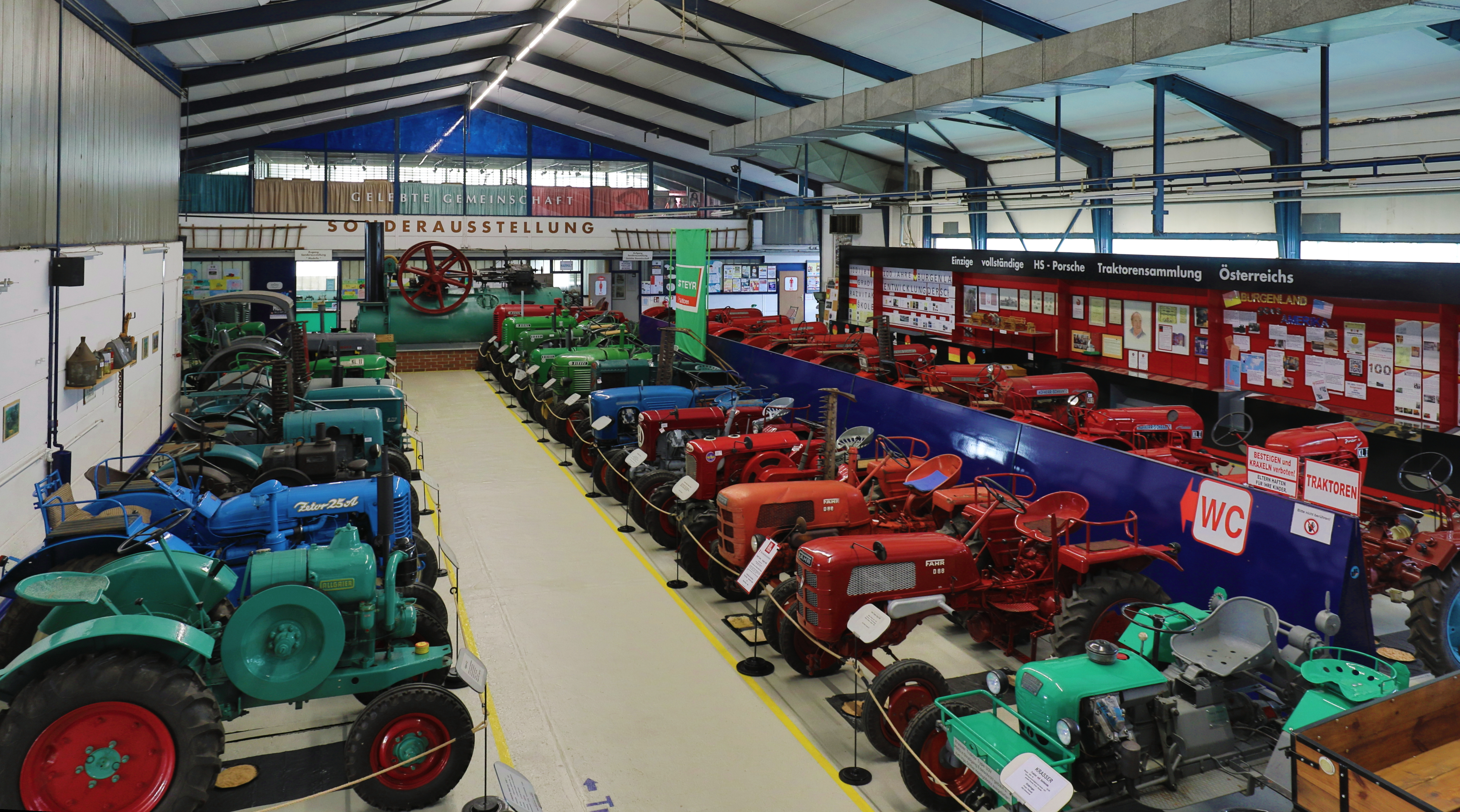
Die Traktorenhalle des Museums

Das Landtechnikmuseum Burgenland steht in der Schulstraße 12 in der Marktgemeinde Sankt Michael im Burgenland.

## Geschichte
Das 1995 gegründete Museum befindet sich in ehemaligen Industriehallen. Auf 2700 m² werden rund 2000 Exponate mit technischen Geräten zur Landwirtschaft mit dem Einfluss auf die Arbeitswelt der Bauern gezeigt.

## Leitung
- 1995–2004 Josef Matisovits, Museumsgründer[1]
- 2004–2025 Karl Ertler[2][3]